# The Way of the Strong (film fra 1919)
The Way of the Strong er en amerikansk stumfilm fra 1919 af Edwin Carewe.

## Medvirkende
- Anna Q. Nilsson som Audrie Hendrie
- Joseph King som Alexander Hendrie
- Harry S. Northrup som James Leyburn
- Irene Yeager
- Arthur Redden